# Historia de lo trans
Historia de lo trans (en inglés originalmente Transgender History) es un libro de no ficción de la profesora estadounidense Susan Stryker que proporciona una historia concisa de las personas transgénero en los Estados Unidos desde mediados del siglo XIX hasta la década de 2000. El libro fue publicado en 2008 por la editorial Seal Press, y posteriormente una edición revisada en 2017, que también fue publicada en español por la editorial Continta Me Tienes.

## Contenido
El libro se divide en cinco capítulos, la mayoría de los cuales tratan de un período particular de la historia. Cada capítulo también presenta múltiples "secciones de ruptura" que definen la nueva terminología utilizada en ese capítulo.

### Una introducción a los términos y conceptos transgénero
Este primer capítulo aborda una descripción general del tema de la identidad de género y describe la definición de Stryker de los términos y conceptos utilizados en todo el trabajo. También se tratan los argumentos y debates actuales sobre las personas trans. Varios revisores señalaron que la definición de transgénero de Stryker, tal como se establece en el libro, es "personas que se alejan del género que se les asignó al nacer, personas que cruzan (trans-) los límites construidos por su cultura para definir y contener su género" forma una discusión histórica que permite una "historia sensible a una amplia gama de identidades y experiencias".

### Cien años de historia transgénero
El segundo capítulo analiza cómo la idea de transgénero fue patologizada desde la década de 1850 hasta la década de 1950 por la comunidad médica y cómo cualquier tipo de inconformidad de género se trataba como una enfermedad. Al mismo tiempo, el capítulo analiza cómo comenzaron las primeras formas del movimiento transgénero y cómo comenzaron a formarse grupos y organizaciones. Durante este período, las ideas de sexualidad y género, específicamente la homosexualidad y la transgénero, no estaban tan claramente definidas y, a menudo, se asumía que eran sinónimos o al menos estaban estrechamente relacionados. Los esfuerzos para diferenciar claramente el género en su propio tema se vieron a través de las acciones de personas como Magnus Hirschfeld y grupos como los andróginos autodenominados que componían el Cercle Hermaphroditos. Estas discusiones sociales y médicas ayudaron a promover la visibilidad de la identidad transgénero y traerla a la esfera pública. En décadas posteriores, grupos y publicaciones realizadas por Virginia Prince también plantearían la idea del travestismo y su relación con otros temas de género.

### Liberación transgénero
El tercer capítulo narra la organización de base de las personas transgénero y cómo los enfrentamientos con la policía y otros entes reguladores llevaron a protestas y disturbios por los derechos civiles en los Estados Unidos, desde la década de 1950 hasta principios de los años 1970. Entre estos eventos se encuentran los disturbios de Stonewall, una demanda de igualdad de servicio en Dewey's Coffee Shop en Filadelfia, un motín a pequeña escala en Cooper's Donuts y el motín en la cafetería Compton's en San Francisco. Este último fue el primer motín a gran escala documentado por personas transgénero en los Estados Unidos.

### Las décadas difíciles
El cuarto capítulo analiza la reacción violenta contra el movimiento transgénero, especialmente por una parte del movimiento feminista y LGB durante las décadas de 1970 y 1980. Esta reacción se produjo junto con el impulso de los grupos transgénero por la inclusión de la identidad transgénero en los diagnósticos médicos como un trastorno curable llamado disforia de género. La unión de la comunidad transgénero detrás de esto resultó en la formación de varias organizaciones compuestas únicamente por mujeres trans, que comenzaron a lograr una mayor visibilidad durante este período. Al mismo tiempo, el capítulo analiza los efectos de la propagación del VIH/sida entre la comunidad transgénero, especialmente entre las personas de color.

### La ola actual
El quinto y último capítulo examina la creciente visibilidad de las personas transgénero desde la década de 1990 hasta el presente, las mejoras en las tecnologías médicas y los recursos de salud para las personas transgénero, y el reconocimiento de las complejidades y la subjetividad del género.

## Recepción de la crítica
Clare Tebbutt revisó Transgender History para Women's History Review y calificó el libro como una "[adición] importante a la historia queer de EE. UU. ", y elogió la profundidad de la investigación de Stryker. En una reseña para la Mesa Redonda de Gays, Lesbianas, Bisexuales y Transgénero, una división de la Asociación de Bibliotecas de Estados Unidos, Morgan Gwenwald calificó el libro como una "visión general completa de la historia transgénero estadounidense desde mediados del siglo XX hasta el presente", que será una "adición importante a cualquier colección de estudios de género, estudios de gays/lesbianas o estudios de mujeres". Reese C. Kelly, escribiendo para GLQ: A Journal of Lesbian and Gay Studies, describió el libro como una "introducción atractiva a la historia y el activismo transgénero" que puede permanecer accesible para una amplia audiencia pública, a pesar de que su extensión es inferior a 200 páginas asegura que no puede ser considerado el "texto definitivo" sobre el tema. Kelly también aprobó los extensos antecedentes y recursos que el libro brinda a sus lectores, a saber, un "análisis informado teóricamente, una guía del lector para orientar la discusión y la investigación, y una lista considerable de fuentes y recursos adicionales".
En una reseña para la revista Archivaria, Carrie Schmidt escribió que era un "relato de la historia del movimiento transgénero en los Estados Unidos bien investigado, muy detallado, pero intrínsecamente complicado" y que era "informativo sin ser seco, siempre que el lector tenga interés en el feminismo, el género, la sexualidad, [y] las cuestiones sociales". Tracie O'Keefe, de la revista Polare, señaló que si bien Transgender History es un "volumen muy digerible" que actúa como una "lectura de bolsillo de la historia trans estadounidense para aquellos que no son académicos porque se lee muy fácilmente", es también "una publicación académica de referencia porque está bien documentada". O'Keefe también expresó su decepción porque la historia de las identidades transgénero en la cultura indígena estadounidense no se exploró en el libro. K. Gedge, crítico de la revista Choice, recomendó el libro, y agregó que las "fuentes, lecturas sugeridas, guía del lector, muchos perfiles breves de activistas, publicaciones, organizaciones, películas y sitios web" incluidos en el libro alentaron a los lectores a "investigar el tema más a fondo".